# Västra Nedsjön
Västra Nedsjön är en sjö i Bollebygds kommun och Härryda kommun i Västergötland och ingår i Göta älvs huvudavrinningsområde. Sjön är 35 meter djup, har en yta på 2,67 kvadratkilometer och befinner sig 121 meter över havet. Vid provfiske har bland annat abborre, gädda, mört och nors fångats i sjön. Västra Nedsjön är genom en kanal förbunden med Östra Nedsjön.
Vid mitten av 1800-talet började Västra Nedsjön att brukas som en del i en flottningsled från skogarna i Töllsjö och Bollebygd ned mot sågverk i Göteborgstrakten. I samband med att järnvägsstationen i Hindås kom timret att flottas hit för att omlastas till järnväg. Göteborg–Borås Järnväg hade timmerupptagning i Hindås 1892-1904. Omkring 1900 startade båttrafik på sjön från Andviken vid Östra Nedsjön till Hindås järnvägsstation vid Västra Nedsjön. Trafiken upphörde strax efter att vägen till Ödenäs blev klar omkring 1930. Från 1910 bedrevs även nöjestrafik på Nedsjöarna, först med en mindre båt men från 1914 med den tändkulemotordrivna M/S Ideal. M/S Ideal tjänstgjorde även som bogserare av timmersläp vid flottning och för bogsering av pråmar med sand över sjön.

## Delavrinningsområde
Västra Nedsjön ingår i delavrinningsområde (640416-130041) som SMHI kallar för Utloppet av Västra Nedsjön. Medelhöjden är 148 meter över havet och ytan är 17,19 kvadratkilometer. Räknas de 2 avrinningsområdena uppströms in blir den ackumulerade arean 57,82 kvadratkilometer. Gullbergsån (Mölndalsån) som avvattnar avrinningsområdet har biflödesordning 3, vilket innebär att vattnet flödar genom totalt 3 vattendrag innan det når havet efter 45 kilometer. Avrinningsområdet består mestadels av skog (62 %). Avrinningsområdet har 2,84 kvadratkilometer vattenytor vilket ger det en sjöprocent på 16,5 %. Bebyggelsen i området täcker en yta av 2,18 kvadratkilometer eller 13 % av avrinningsområdet.

## Fisk
Vid provfiske har följande fisk fångats i sjön:
- Abborre
- Gädda
- Mört
- Nors
- Siklöja
- Sutare